# 蕭青陽
蕭青陽（Xiao Qing-Yang，1966年2月26日—），新北市新店區人，復興商工美工科畢業，台灣美術設計人，從事平面設計。18歲時在當時新成立的上格唱片擔任美工，為上格唱片第一位簽約歌手高勝美設計唱片封套；至今已經設計超過1,000件唱片封套，聘用歌手包括宋祖英、周杰倫、五月天、江蕙、陳綺貞、許崴、韓庚等。是第一位入圍葛萊美獎的華人專輯包裝設計師。曾受聘替馬英九、陳水扁、蘇貞昌等政治人物設計競選歌曲封面。
現任美國葛萊美獎、全美獨立音樂奬（Independent Music Awards）及日本Unknown Asia評審。
2023年，與女兒蕭君恬攜手操刀的《淡蘭古道三部曲》原聲帶專輯《Beginningless Beginning》獲得美國第65屆葛萊美獎「最佳唱片包裝設計獎」。

## 作品

### 個人文字著作
| 日期       | 作品                                                   | 出版社       | 備註                             |
| ---------- | ------------------------------------------------------ | ------------ | -------------------------------- |
| 2005-11-30 | 原來，我的時代現在才開始－蕭青陽：得人如得魚的唱片人生 | 自轉星球文化 | 蕭青陽／口述，黃俊隆／著         |
| 2012-11-01 | 有一天，我會和我的偶像一同老去                         | 遠流出版     | 軟精裝版／紅色平裝版／藍色平裝版 |
| 2013-06-01 | 不累幹嘛睡！－蕭青陽玩世界                             | 遠流出版     | 蕭青陽／著；程嘉華／採訪撰稿     |

### 書籍包裝
- 2004 黃俊隆／日常VS荒島的一天－30位傳播創意人現實與理想的一天
- 2008 李昂、劉克襄、林文義／上好一村：18個充滿Sun與Hope的小鎮故事
- 2009 明基友達基金會／世界是個禮物：第三屆BenQ真善美獎作品大賞
- 2009 鄭治桂、張素雯等／360°看見梵谷：不只認識、看懂梵谷，還要找到最初的感動
- 2011 王宥勝／裸裝．宥勝 Naked.Fake.(平裝版)
- 2012 蘇贏／蘇子 SU
- 2013 王宥勝／裸裝．宥勝 Naked.Fake.(典藏版)
- 2014 辛夷塢／許我向你看
- 2019 羅貫中, 吳淡如／三國演義
- 2019 施耐庵, 吳淡如／水滸傳
- 2019 曹雪芹, 吳淡如／紅樓夢
- 2019 吳承恩, 吳淡如／西遊記

### 影音專輯包裝

#### 1980年代
- 1986 高勝美／聲聲慢

#### 1990年代
- 1993 陳雷／往事就是我的安慰
- 1994 張小雯／生活就是⋯
- 1994 齊豫、許景淳、黃瓊瓊、潘越雲、葉蒨文、唐曉詩、錢懷琪／李泰祥與他的女弟子
- 1994 羅百吉／I Don't Wanna See No 歐巴桑
- 1995 崔元姝／I Want to Know What Love Is
- 1995 陳珊妮／乘噴射機離去
- 1995 朱約信／外好汝甘知
- 1995 陳美鳳／繁華攏是夢
- 1995 阿吉仔、陳雷、江美麗、方瑞娥、宏星特攻隊、陳盈潔／燒翻賣2：金圓10年原聲精選
- 1996 dmDM／愛上你只是我的錯
- 1996 林晏如／愛抹落心
- 1998 阿吉仔／江湖歲月（轟動台語歷年精選輯）
- 1998 陳綺貞／讓我想一想
- 1998 郭英男／Circle of Life 生命之環
- 1998 張震嶽／祕密基地
- 1999 李國雄、鄭捷任、吳昊恩、家家、紀曉君、許進德、文傑．格達德班、柯玉玲、鍾啟福、陳俊明．高飛／am 到天亮
- 1999 楊乃文、陳綺貞、李雨寰、張震嶽、順子、莫文蔚／Monster Live
- 1999 張43與他的三姑六婆／我的內分泌有點失調
- 1999 陳建年／海洋
- 1999 乩童秩序／愛會死
- 1999 楊乃文／Silence
- 1999 北原山貓／長得不一樣
- 1999 紀曉君／聖民歌

#### 2000年代
- 2000 陳永淘／離開台灣八百米
- 2000 金門王、李炳輝／FORMOSA 2000
- 2000 中國娃娃／單眼皮女生
- 2000 黃俊雄、黃立綱、黃鳳儀／風雲再起──雲州大儒俠史艷文
- 2000 羅文嘉、陳水扁、莊淇銘、陳英燦、陳永興、利佳萍、謝長廷、李應元、林文義、陳景峻／舉頭看台灣：OH！FORMOSA
- 2000 巴奈／泥娃娃
- 2000 陳建年／海有多深
- 2000 胡德夫、郭英男、巴奈、雲力思、Am合唱團、紀曉君、林廣財、陳建年、高山阿嬤／原浪潮之美麗島
- 2000 夾子電動大樂隊／轉吧！七彩霓虹燈
- 2001 黃雅詩／蝶舞
- 2001 葉啟田／人生之歌：葉啟田精選集
- 2001 高山阿嬤／高山阿嬤
- 2001 王宏恩／王宏恩
- 2001 紀曉君／野火春風
- 2001 88顆芭樂籽、蘇打綠、牙套、旺福、強辯、嗜菌體、複製人、雪莉樂、劉意韻、Echo、SO WHAT、E-Cup／少年ㄞ國
- 2001 陳明章／蘇澳來ㄟ尾班車
- 2002 恆春兮／工商服務第2輯
- 2002 陳建年／大地
- 2002 十七世大寶法王／願望之歌
- 2002 董運昌／第33個街角轉彎
- 2002 亂彈阿翔／一陣風
- 2002 廖士賢／完美世界
- 2003 范宗沛／范宗沛与孽子
- 2003 鐵虎兄弟／鐵虎兄弟
- 2003 王雁盟／飄浮手風琴
- 2003 許德仁／至大寶貝
- 2003 余天／男人青春夢
- 2003 尪仔標合唱團／拍鑼兼摃鼓
- 2004 郭明龍／Long Live
- 2004 五月天／天空之城：復出演唱會
- 2004 自然捲／C'est La Vie
- 2004 芒果跑（張懸）、綠野仙蹤、亥兒、HOTPINK、洛克班、潑猴、輕鬆玩、SO WHAT、SPUNKA、不正仔、XL／貢寮國際海洋音樂祭─熱浪搖滾‧參
- 2004 千博樂家族／若夏沖繩料理屋
- 2004 聲之動樂團／小宇宙
- 2005 929／929
- 2005 陳綺貞／精選CHEER
- 2005 胡德夫／匆匆
- 2005 好客樂隊／好客戲
- 2005 四分衛／W
- 2005 陳綺貞／華麗的冒險
- 2005 李欣芸／國際漫遊
- 2006 加納沖Oki／熊出沒
- 2006 美麗心民謠／合輯
- 2006MC HotDog／WAKE UP
- 2006 圖騰樂團／我在那邊唱
- 2006 亂彈阿翔、張羽偉、林碧霞、書麥卡照、王昭華、邱幸儀、鈑機樂隊、黃靖雅、林源祥、楊慕仁、林琳、咪咪、拉娃幸逸、吳昊恩、廖士賢、趙倩筠、謝誌豪、阿洛‧卡力亭‧巴奇辣、張賜福、伍勇達印／土地之歌
- 2006 牛奶樂團、教練樂隊、筋斗雲、圖騰樂團、NO KEY BAND、螺絲釘、拾參樂團、FORMULA、城市之光、SO WHAT．2005海洋大賞入圍團體／貢寮國際海洋音樂祭－熱浪搖滾‧伍
- 2006 陳主惠、小美、陳永龍、高英傑、高慧君、茶山歌詠隊、高氏家族與族人、高菊花、山美國小合唱團、莊立德／鄒之春神：高一生
- 2006 春美歌劇團、蘇通達／我身騎白馬
- 2007 廖士賢／料想不到
- 2007 美麗心民謠／想念 合輯
- 2007 拷秋勤／拷！出來了
- 2007 台灣原創音樂大獎得獎作品輯／逐夢之歌
- 2007 台灣原創音樂大獎得獎作品輯／風神之歌
- 2008 羅大佑、林生祥、吳志寧、胡德夫、張懸、陳珊妮、濁水溪公社、黃小楨、黃玠／甜蜜的負荷：吳晟詩歌｜詩誦
- 2008 阿拉騰烏拉／八百擊
- 2008 88顆芭樂籽／肆十肆隻石獅子
- 2008 巴奈／停在那片藍
- 2008 MC HotDog／差不多先生
- 2008 江蕙／甲你攬牢牢
- 2008 Message樂團／Message
- 2008 黃玠／綠色的日子
- 2008 熊寶貝／螢火
- 2008 李雙澤／敬！李雙澤 唱自己的歌
- 2008 陳惠琴、李諭芹、徐美花／南王姊妹花
- 2008 何欣穗／我們快樂地向前走
- 2008 濁水溪公社／藍寶石
- 2009 鍾佩珊、高瑋琪、周以豪、鄭正、辛雨蓁、辛雨蒨、陳怡如．劉家齊．鄭文麗／IF：The Power of Heaven 天堂的力量
- 2009 929／相逢
- 2009 聲之動樂團／心的航行
- 2009 潘瑋柏／007
- 2009 徐佳瑩／LaLa首張創作專輯
- 2009 楊瑞代／給你的情書
- 2009 教練樂隊／美好的一天
- 2009 李欣芸／故事島(全雷射雕刻精裝4CD限量版)

#### 2010年代
- 2010 黃玠／我的高中同學
- 2010 CEO樂團、北斗、九月露營人、山英、台北附音效組織、吱吱、凱特蕾比、霹靂鳥四號、裁判、流浪珊瑚、小草／OPEN TAIPEI
- 2010 紀曉君、林家琪、志名三兄弟、巴奈、家家、曾志偉、南王姊妹花、胡德夫、陳宏豪、文傑‧格達德班、昊恩、陳建年／很久沒有敬我了你
- 2010 MATZKA／MATZKA
- 2010 維若妮卡／來自地中海的琴詩
- 2010 陳綺貞／太陽巡迴演唱會 Immortal Tour 影音記錄
- 2010 董事長樂團／眾神護台灣
- 2011 侯勇光／[反光体]
- 2010 江蕙／當時欲嫁
- 2011 Macy Chen／After 75 Years
- 2011 很久沒有敬我了你 DVD (On the Road)
- 2011 我們信／The Power of Heaven 2
- 2011 GAYA／1930年的霧社事件與賽德克族 DVD
- 2011 南王姊妹花+巴力瓦格斯／BaLiwakes
- 2011 台灣原聲童聲合唱團／不只唱歌吧
- 2011 COLOR樂團、馬英九、李愛綺、謝宇威、了嘎里外等／We Are One
- 2011 大支／人
- 2012 陳志遠紀念演唱會／如果有一天我不在，樹在
- 2012 很久沒有敬我了你 電影音樂劇 - 跨界紀實 (DVD)
- 2012 盧葦／卡片教堂的鐘聲
- 2012 拷秋勤／發生了什麼事情
- 2013 宋祖英／愛的史詩
- 2013 伊甸基金會／唱自己的歌
- 2013 陳綺貞／時間的歌
- 2013 周華健／江湖
- 2014 許嵩／不如吃茶去
- 2014 黃玠／大自然的力量
- 2015 夢想者聯盟／夢想者聯盟 同名專輯
- 2016 詹雅雯／何年何月再相逢
- 2017 董事長樂團／祭

#### 2020年代
- 2020 S.O.E／ZETA
- 2022 淡蘭古道國樂團 /Beginningless Beginning
- 2023 三十鵝麗 楊逵 鵝媽媽出嫁：30週年復刻音樂會原聲帶

### 設計商品
- 蕭青陽 After 75 Years I I IDOL系列 T-Shirt
- 蕭青陽 ╳ David 槍與玫瑰 I I IDOL系列 T-Shirt
- 蕭青陽 故事島 I I IDOL系列 T-Shirt
- 蕭青陽 骨氣 I I IDOL系列 T-Shirt
- 蕭青陽 人 I I IDOL系列 T-Shirt
- 蕭青陽 少年ㄞ國 I I IDOL系列 T-Shirt
- 蕭青陽 反光体 I I IDOL系列 T-Shirt
- 蕭青陽 甜蜜的負荷 I I IDOL系列 T-Shirt
- 風和日麗連連看活動 T-shirt
- 台灣三星電子「夢想．繪實現 COLOR YOUR DREAM」 SAMSUNG GALAXY S4 i9500 背蓋
- agnès b. 故事島限量包
- 雷射炫光限量悠遊卡 (飄浮手風琴、我身騎白馬、甜蜜的負荷、故事島)
- HUAWEI U8860手機 聯名「故事島」雪白限量版+手繪白色限量喇叭
- 蕭青陽 ╳ CITY CAFE 夏季探索杯
- 知音文創 ╳ 蕭青陽書法語錄紙膠帶組
- 衛生福利部國民健康署 I Quit戒菸袋
- 桃園市政府「市民卡」第2版桃子市民卡
- 「2015 新北市烏來峽谷超半程馬拉松賽」主視覺及現場製作物設計／烏來峽谷概念完賽獎牌／大會跑服／工作服
- 家家「飛越寂寞」能量項鍊+手作雷雕羽翼竹片
- 「2016 新北市鐵道馬拉松接力賽」主視覺及現場製作物設計／復刻電氣路牌完賽獎牌／火車系藍灰配色咖啡紗背心／四款雙色緹花勵志銘毛巾／追火車雙層不鏽鋼鋼印鐵道便當＆普羅旺斯藍鐵支路地圖便當包巾／鐵道大旗／一卡通票卡／接力信物電氣路牌套環／活動記錄影片剪輯
- 「親愛的＿＿野餐去」新北市野餐日視覺設計／親愛的野餐套組（帆布袋／野餐三角旗／野餐墊）
- RIMOWA ╳ 我身騎白馬 全球限量500款登機箱設計
- 中國信託「Home Run Taiwan愛就跑！9天8夜不斷電環台馬拉松」主視覺／運動毛巾／跑衣及工作服／獎牌設計
- 「2017 新北市鐵道馬拉松接力賽」主視覺及現場製作物設計／復刻電氣路牌完賽獎牌／時尚黑白金配色咖啡紗背心／三款雙色緹花勵志銘毛巾／復刻劉銘傳時期鐵道獎座／悠遊卡、一卡通、iCash及HappyGo票卡／接力信物電氣路牌套環／官方旅跑袋（衣保袋）／活動記錄影片剪輯
- 第九屆文化總會 總統文化獎 玉山概念獎座設計
- 2017 全家「青旅行」集點活動
- 心路基金會慈泰庇護工場「Love road圓」禮盒
- 華為技術台灣總代理訊崴技術-台灣文化特色圖騰專屬T-Shirt
- 2018 大苑子DaYungs.tea「敬一杯！當季最好的真誠」聯名設計杯
- 2019 國防部形象月曆「衛疆」
- 2019 「清心福全」勵志銘x靈感塗鴉 設計杯款「 #出發的人能得到下一個夢想 」／「 #不累幹嘛睡 」／「 #不害怕就是夢想不夠大 」
- 2019 2020年萬金石馬拉松跑者配件及獎牌
- 2020 麥當勞叔叔之家慈善基金會彩色兒童輪椅
- 2023 瑪利亞基金會「瑪利亞心智障礙者安老家園」限量龍年愛心捐款禮-龍麟紅包袋／暖心紅茶禮盒／鈦杯咖啡禮盒
- 2023 特力屋「北極夢遊」廚具空間與「亞利桑納之旅」衛浴空間
- 2024 桃園市政府2025年農產月曆

### 裝置藝術
- 2000 貢寮國際海洋音樂季第一回(2000)至第九回(2008)主視覺設計
- 2012 和旺建設台北市建案「台大JIA」設計門廳、梯廳與室內公設空間
- 2013 宜蘭國際童玩藝術節主視覺設計
- 2013 臺灣桃園國際機場第一航廈A9候機室 - 我身騎白馬
- 2013 台北101噴水池廣場「聖誕童話迷宮」
- 2014 台北流行音樂季主視覺印象
- 2014 宜蘭國際童玩藝術節主視覺設計
- 2014 臺灣鐵路管理局台東線普悠瑪號列車故事島車身彩繪
- 2014 第51屆金馬獎主視覺
- 2015 長榮航空「故事島─寰宇」機內餐飲桌布
- 2015 「民歌40 再唱一段思想起」系列活動
- 2015 宜蘭國際童玩藝術節主視覺設計-飛
- 2015 美國內華達州火人祭台灣蓮花媽祖廟 Mazu Temple
- 2015 薰衣草森林台中新社店「旅人的夢中森林」無牆藝術展
- 2015 家家「飛越寂寞」演唱會主視覺海報
- 2016 美國內華達州火人祭如來神掌藝術車 Zulai Mutant Vehicle
- 2017 台北聯營公車203路線光華巴士「203號森林公車」
- 2017 桃園農業博覽會主視覺
- 2017 第52屆金鐘獎主視覺
- 2017 美國內華達州火人祭如來神掌藝術車 Zulai Mutant Vehicle
- 2018 臺北杜鵑花季設計的主視覺
- 2018「臺北聲音地景計畫」-第四部曲「站體環境音樂」活動主視覺Logo
- 2018 第16屆曼谷國際書展台灣館主視覺/戲偶設計
- 2018 浪漫台三線環島之星彩繪列車
- 2018 綠光劇團《再會吧北投》音樂劇 平面美術視覺設計
- 2019 「趣淘漫旅-台南」《湖光山稜》紅藍色水波LED燈飾牆
- 2019 2020年萬金石馬拉松主視覺
- 2020 故宮南院燈會主燈「印璽/金絲鼠」
- 2020 雲林縣北港文化中心「2020神工傳藝，北港百年藝鎮巡迴特展」
- 2021 東埔溫泉「逐鹿傳奇」入口意象
- 2021 澎湖西嶼「小門地質探索館」
- 2022 「花IN台北」主視覺
- 2024 「花IN台北」主視覺
- 2024 台東普悠瑪號自強號電聯車車廂
- 2024 中央社百年社慶主視覺

### 展覽活動
- 2012 VOYAGE─My Bag
- 2012 高雄駁二藝術特區「I I IDOL 我我偶像」千張唱片封面展
- 2013 台北華山文創園區「I I ISLAND 我我寶島」千張唱片封面展
- 2016「感動猴」藝術家彩繪助學特展—宜蘭巡迴展

## 講座活動
- 2009年 TEDxTaipei
- 2010年 TEDx廣州
- 2012/8/4 台中@Studio （页面存档备份，存于） 創意大師的設計對話-封面設計-蕭青陽 （页面存档备份，存于）
- 2015年 TEDx上海
- 2016年 赫綵設計 （页面存档备份，存于）不害怕，就是夢想不夠大

## 活動代言
- 2013 守護孩子我願意！橘絲帶新兒保運動
- 2014 遇見新北，12個旅行生活故事
- 2014 <變遷的氣候．永續的台灣>宣導短片
- 2014 台中媽祖國際觀光文化節
- 2014 花蓮瑞穗鄉瑞祥社區<柚見，樂活養生仲夏夜>

## 廣告代言
- 2014 Samsung GALAXY Note PRO－蕭青陽改變不可能創造無限可能
- 2014 Samsung GALAXY NX30－蕭青陽旅程中的獨特視野
- 2014 遠傳電信網路門市 ╳ 蕭青陽聯合策展「DREAM BIG 夢。無限大」
- 2018 黑松公司韋恩咖啡-特濃韋恩2018年度代言人
- 2021 Mortlach 慕赫單一麥芽威士忌

## 電影作品
- 2019 世界步道大會首屆影展片《淡蘭古道》

## 獎項紀錄
| 年份   | 頒獎典禮                  | 獎項                       | 作品                                      | 結果 |
| ------ | ------------------------- | -------------------------- | ----------------------------------------- | ---- |
| 2005年 | 第47屆葛萊美獎            | 葛萊美包裝與內頁           | 王雁盟《飄浮手風琴》                      | 提名 |
| 2008年 | 第50屆葛萊美獎            | 葛萊美包裝與內頁           | 蘇通達+郭春美《我身騎白馬》               | 提名 |
| 2009年 | 華語音樂傳媒大獎          | 最佳唱片封套設計獎         | 《甜蜜的負荷：吳晟詩．歌》                | 獲獎 |
| 2009年 | 第51屆葛萊美獎            | 葛萊美包裝與內頁           | 《甜蜜的負荷：吳晟詩．歌》                | 提名 |
| 2010年 | 第21屆傳藝金曲獎          | 最佳專輯包裝獎             | 《IF-The Power of Heaven合輯》            | 提名 |
| 2010年 | 第21屆傳藝金曲獎          | 最佳專輯包裝獎             | VERONICA《來自地中海的琴詩》              | 提名 |
| 2010年 | 第21屆金曲獎              | 最佳專輯包裝獎             | 李欣芸《故事島》                          | 提名 |
| 2010年 | 華語音樂傳媒大獎          | 最佳唱片封套設計獎         | 李欣芸《故事島》                          | 獲獎 |
| 2010年 | 紅點設計大獎              | 唱片專輯設計               | 李欣芸《故事島》                          | 獲獎 |
| 2011年 | 芝加哥GOOD DESIGN設計大獎 | GOOD DESIGN設計大獎        | 李欣芸《故事島》                          | 獲獎 |
| 2011年 | 第53屆葛萊美獎            | 最佳套裝盒或特別限量包裝獎 | 李欣芸《故事島》                          | 提名 |
| 2011年 | 第10屆獨立音樂獎          | 最佳專輯包裝設計獎         | 李欣芸《故事島》                          | 獲獎 |
| 2011年 | 第22屆金曲獎              | 最佳專輯包裝獎             | 董事長樂團《眾神護台灣》                  | 提名 |
| 2012年 | 第11屆獨立音樂獎          | 最佳唱片包裝設計獎         | Macy Chen(陳玫熹)《After 75 Years》       | 獲獎 |
| 2012年 | 第23屆金曲獎              | 最佳專輯包裝獎             | Macy Chen(陳玫熹)《After 75 Years》       | 提名 |
| 2012年 | 第23屆金曲獎              | 最佳專輯包裝獎             | 南王姊妹花《BaLiwakes》                   | 提名 |
| 2012年 | 第1屆AMP音樂推動者大獎    | 最佳裝幀設計               | 南王姊妹花《BaLiwakes》                   | 獲獎 |
| 2012年 | 第23屆傳藝金曲獎          | 最佳專輯包裝獎             | 台灣原聲兒童合唱團《不只唱歌吧！》        | 獲獎 |
| 2013年 | 12屆獨立音樂獎            | 最佳專輯包裝設計獎         | 拷秋勤樂團《發生了什麼事?》               | 提名 |
| 2013年 | 第24屆金曲獎              | 最佳專輯包裝獎             | 拷秋勤樂團《發生了什麼事?》               | 提名 |
| 2013年 | 第13屆華語音樂傳媒大獎    | 最佳專輯設計獎             | 拷秋勤樂團《發生了什麼事?》               | 獲獎 |
| 2013年 | 第24屆金曲獎              | 最佳專輯包裝獎             | 盧葦《卡片教堂的鐘聲》                    | 獲獎 |
| 2014年 | 第25屆金曲獎              | 最佳專輯包裝獎             | 周華健《江湖》                            | 提名 |
| 2014年 | 第14屆華語音樂傳媒大獎    | 最佳專輯設計               | 周華健《江湖》                            | 獲獎 |
| 2015年 | 第14屆獨立音樂獎          | 最佳專輯包裝設計獎         | 周華健《江湖》                            | 提名 |
| 2015年 | 第14屆獨立音樂獎          | 最佳專輯包裝設計獎         | 宋祖英《愛的史詩》                        | 獲獎 |
| 2016年 | 第一屆溫暖人間獎          | 勇者無懼獎                 | 無                                        | 獲獎 |
| 2017年 | 第28屆金曲獎              | 最佳專輯裝幀設計獎         | 詹雅雯《何年何月再相逢》                  | 提名 |
| 2018年 | 第29屆金曲獎              | 最佳專輯裝幀設計獎         | 董事長樂團《祭》                          | 提名 |
| 2019年 | 第61届葛莱美奖            | 最佳唱片設計包裝獎         | 董事長樂團《祭》                          | 提名 |
| 2021年 | 第32屆金曲獎              | 最佳裝幀設計獎             | Soul Of Ears《ZETA》                      | 獲獎 |
| 2022年 | 第64屆葛萊美獎            | 最佳唱片設計包裝獎         | Soul Of Ears《ZETA》                      | 提名 |
| 2023年 | 第65屆葛萊美獎            | 最佳唱片設計包裝獎         | 淡蘭古道國樂團《Beginningless Beginning》 | 獲獎 |

## 相關網站
- 蕭青陽工作室
- 蕭青陽Facebook （页面存档备份，存于）
- 蕭青陽粉絲專頁 （页面存档备份，存于）